# Eilema sordidula
Eilema sordidula là một loài bướm đêm thuộc phân họ Arctiinae, họ Erebidae.